# ロサンゼルスFC
ロサンゼルス・フットボール・クラブ（英語: Los Angeles Football Club）は、アメリカ合衆国の西部、カリフォルニア州ロサンゼルスをホームタウンとする、アメリカ合衆国およびカナダのプロサッカーリーグ（メジャーリーグサッカー）に2018年に加入のプロサッカークラブである。同じロサンゼルスを本拠地とするロサンゼルス・ギャラクシーとの対戦はエル・トラフィコ (El Tráfico) と呼ばれる。

## 概要
2014年に創設され、2018年よりMLSに参入した。ホームタウンはカリフォルニア州ロサンゼルスである。現在のホームスタジアムはカリフォルニア州ロサンゼルスのBMOスタジアム（収容人員は22,000人）。2016年8月に着工し、2018年に完成した。スタジアムはモントリオール銀行が命名権を得ている。
クラブのオーナーにはピーター・グーバー、マジック・ジョンソン、ウィル・フェレル、ヴィンセント・タン、ノマー・ガルシアパーラ＆ミア・ハム夫妻、チャド・ハーリー、トニー・ロビンズらが名を連ねている。

## 歴史

### 創成期
2014年 - 2017年

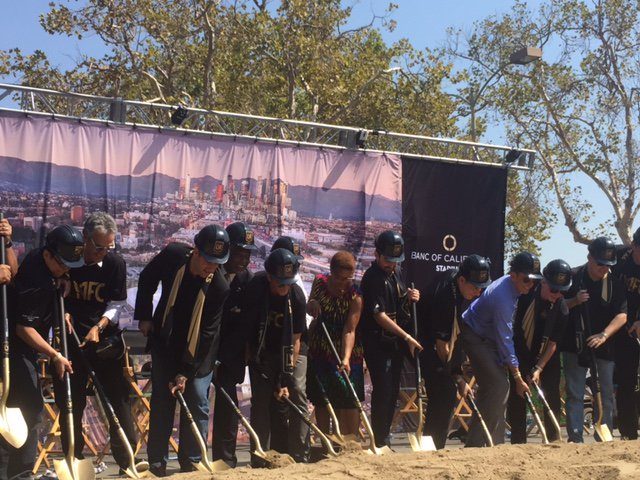
2016年に行われたバンク・オブ・カリフォルニア・スタジアム(現BMOスタジアム)の起工式

2014年10月30日、アメリカ・メジャーリーグサッカーは「ロサンゼルスのフランチャイズ権が2017年に設立される予定のロサンゼルス・フットボール・クラブに与えられた」と公式発表した。3日前にチーヴァス・USAが解散によって、その後釜として新たに設立された。2015年9月15日、それ以前クラブは仮名として使用されていたが、ロサンゼルス・フットボール・クラブ（Los Angeles Football Club）が正式なチーム名になると発表した。当時のロサンゼルスFCの主たる所有者であるヘンリー・グエンは、「時間に限定されない」ように名前を記述することをクラブが発表された直後に可能性を示唆した。
LAFCは、2017年7月にボブ・ブラッドリーを監督として発表し、ゼネラルディレクターにジョン・ソリントンが加わった。メキシコ代表のMFカルロス・ベラは、2017年8月11日にクラブ初の特別指定選手として契約した。

### MLSに参入
2018年
3月4日、LAFCはシアトルのセンチュリーリンク・フィールドでシアトル・サウンダーズFCに1-0の勝利を収め、最初のMLSでの試合をプレーした。カルロス・ベラのアシストから、LAFC指名プレーヤーディエゴ・ロッシが11分に得点した。
3月31日に、LAFCは3-0とリードをしながらもズラタン・イブラヒモビッチのMLSデビュー弾などでLAギャラクシーに4-3と逆転され、MLSで初めて敗戦した。LAFCは、試合中に3-0でリードした後、MLSの試合に負けた2度目のチームとなった。負けはしたが、LAFCはシーズン序盤に6試合のうち4試合勝利し、6試合で12ポイントを獲得した最初のチームになった。
5月22日に、フレンドリーマッチとしてアメリカ代表MFプリシッチを擁するブンデスリーガのボルシア・ドルトムントと対戦し、1-1と引き分けた。
10月6日、LAFCはコロラド・ラピッズに3-0で勝利し、ウェスタン・カンファレンスで3位で終えた。LAFCはMLSの拡張チームにとって最高のレギュラーシーズンを達成し、57ポイントを獲得した。最初のMLSカップのプレーオフに進出したが、11月1日にホームでレアル・ソルトレイクに2-3で敗れた。
2019年
1月31日に、プレシーズンマッチとしてポドルスキやイニエスタ、ビジャらを擁するJリーグのヴィッセル神戸と対戦し、4-1で勝利を収めた。
レギュラーシーズンでは好調を維持し、9月25日に行われたヒューストン・ダイナモ戦で3-2で勝利し、クラブ史上初のサポーターズ・シールド獲得を決めた。
カンファレンス首位チームとして迎えたクラブ史上2回目のMLSカップ・プレーオフは、カンファレンス準決勝でロサンゼルス・ギャラクシーとホームで対戦し、5-3で初めてエル・トラフィコで勝利した。しかし、カンファレンス決勝でシアトル・サウンダーズに1-3で敗れ、クラブ史上初のMLSカップ進出とはならなかった。
2019シーズンの結果、CONCACAFチャンピオンズリーグの出場権を獲得した。ロサンゼルスFCが国際大会に出場するのはクラブ史上初めてである。

### 2020-2024
2020年
2020シーズンは、初の国際大会出場シーズンとなる。クラブ初のCONCACAFチャンピオンズリーグの試合の対戦相手はメキシコのクラブ・レオンであった。H&A方式で行われた試合は、敵地での第1戦で0-2と敗北したが、ホームの第2戦で3-0で勝ち、合計スコアを3-2として逆転での勝利を収めた。準々決勝は同じくメキシコのクルス・アスルとの対戦が決定。しかし、新型コロナウイルスの感染拡大により、ホームで開催予定だった第1戦が延期となった。
新型コロナウイルスの影響によって延期が続いていたMLSの再開への第一歩として開催されたMLSイズ・バック・トーナメントに参加し、グループリーグはLAギャラクシーを6-2で倒すなど、1勝2分の2位で通過した。その後のノックアウトステージでは、前年のMLSカッププレーオフで敗れたシアトル・サウンダースFCに勝利した。しかし次のオーランド・シティ戦ではPK戦までもつれこむ接戦となったが敗れ、準々決勝敗退となった。
トーナメント開催後に再開されたレギュラーシーズンは9勝8分5敗、ウェスタン・カンファレンス7位の成績で終え、３季連続でのプレーオフ進出となった。得点王にはディエゴ・ロッシが輝き、LAFCはMLS史上初めて同一チームの選手が二年連続で得点王を受賞したチームとなった。
新型コロナウイルスの影響で延期となっていたCONCACAFチャンピオンズリーグは12月に無観客試合でオーランドのエクスプロリア・スタジアムにて集中開催された。準々決勝はメキシコのクルス・アスルに2-1で勝利、準決勝はメキシコのクラブ・アメリカに3-1で勝利し、クラブ史上初の決勝に進出。だが、決勝でメキシコのUANLティグレスに1-2で敗れて準優勝に終わった。
2021年
2021シーズンは7月までは16試合を6勝5分5敗でPO圏内に入っていたが、8月には4連敗を喫した。9月には昨季得点王のディエゴ・ロッシがスュペル・リグのフェネルバフチェへレンタルで移籍し、3連勝をした後に3連敗をするなど安定しない成績が続いてPO進出ラインを行ったり来たりする状況で終盤戦を迎えた。10月は無敗と安定し直したが、その一方でLAギャラクシーやミネソタといったPOを争うチームには勝ちきれず、11月に入って迎えたバンクーバー戦も勝利すれば同勝ち点に並び最終節が得失点差で有利になる状況であったが、結果1-1の引き分けに終わった。迎えた最終節、LAFCはアウェイでのコロラド戦で勝利することが絶対条件（これに加えて他会場の結果が必要であった）となっていたが、2-5で敗れカンファレンス9位となり、チーム史上初めてプレーオフ進出を逃した。

この結果を受け、LAFCはMLS参入初年度から4シーズンの間チームを率いたボブ・ブラッドリー監督と道を違えることとなった。
2022年
MLS参入5年目となるシーズン、新監督にはUSLチャンピオンシップのラスベガス・ライツを率いていたスティーブ・チェルンドロ氏を招聘した。

移籍市場ではエドゥアルド・アトゥエスタをSEパルメイラスに放出した一方で、イリエ・サンチェスや米国代表MFのケリン・アコスタ、さらにカナダ代表GKのマクシム・クレポーや同代表DFのドニール・ヘンリーといった実力選手を獲得した。

夏の移籍市場では一躍注目の的となる。ユヴェントスFCから元イタリア代表DFのジョルジョ・キエッリーニの獲得にとどまらず、現役ウェールズ代表エースFWのガレス・ベイルをレアル・マドリードから獲得した。さらにガボン代表のデニス・ブアンガをASサンテティエンヌから、元スペイン代表のクリスティアン・テージョをレアル・ベティスからそれぞれ獲得した。このように、ここ数年間クラブでは見られなかったアメリカらしい派手な獲得を次々と遂行した。
チームの成績は7月から8月にかけてリーグ7連勝を達成するなど好調を維持してシーズン中盤から首位を独走した。終盤に失速したもののそれまでのリードを守りきってリーグ総合優勝、2019年以来２回目のサポーターズ・シールドに輝いた。
プレーオフでもロサンゼルス・ギャラクシーやオースティンFCに勝ち、クラブ史上初めてのMLSカップ出場を果たした。

MLSカップ2022の両チームスターティングメンバー

MLSカップでは東カンファレンス1位のフィラデルフィア・ユニオンとの対戦となった。試合は1-1で迎えた83分にLAFCが勝ち越すも、2分後には再びフィラデルフィアが同点に追いつき延長戦に突入。延長戦では後半アディショナルタイム4分にフィラデルフィアが勝ち越すも、4分後にガレス・ベイルが劇的な同点弾を決め、PK戦で勝敗が決まることとなった。

PK戦では控えGKであったマッカーシーが2本セーブした一方、LAFCは最初の1人以外全員成功させ、クラブ史上初のMLSカップ優勝を果たした。
2023年
2023年はCONCACAFチャンピオンズリーグにも出場し、1年を通して過密日程となった。その中でもチームは好成績を残し、結果的にコロンバス・クルーに敗れて準優勝とはなったもののMLSカップまで進出した。
CONCACAFチャンピオンズリーグでもチームはアラフエレンセ、バンクーバー・ホワイトキャップス、フィラデルフィア・ユニオンを破り決勝まで進出した。しかし決勝ではクラブ・レオンに敗れ、2度目の出場にして2度目の準優勝となった。
2023シーズン、LAFCはMLS記録となる年間53試合を戦い、総移動距離も10万1000kmを記録するなど過酷な日程を好成績で終えた。
2024年
2024年、LAFCはMLS初年度から4年間チームでプレーしていたアトゥエスタを再びローンで獲得し、更にはオリヴィエ・ジルーやウーゴ・ロリスといったスター選手を獲得した。一方マクシム・クレポーやジョルジョ・キエッリーニ(現役引退)、ケリン・アコスタ、更にはチームを支え続けたカルロス・ベラが退団し、入れ替えが大きなシーズンになった。
リーグ戦では序盤こそ出遅れたものの、中盤戦では13試合無敗を達成するなど調子を取り戻した。またカルロス・ベラがシーズン途中から再加入し、優勝へ向け更に加速した。最終節ではLAギャラクシーを得失点差で上回り西カンファレンス優勝を果たした。

カンファレンス王者として迎えたプレーオフは、バンクーバー・ホワイトキャップスには勝利したもののシアトル・サウンダーズに延長戦で敗れ、MLSカップ進出も叶わなかった。
リーグスカップでは昨年の成績を超え決勝まで進出したが、コロンバス・クルーに敗れ優勝とはならなかった。
USオープンカップではUSLチャンピオンシップのクラブとの対戦が続き準決勝まで進出した。準決勝では幾度となくチームの行く手を阻んできたシアトル・サウンダーズと対戦した。会場は今までシアトルが2敗しかしていないスターファイア・スタジアムであったが、83分に獲得したPKを決め、1-0で勝利した。
決勝はホームでスポルティング・カンザスシティとの対戦となった。

試合は1-1で延長戦に突入したが、前半12分に勝ち越すと、後半にもケイ・カマラが決め、3-1で勝利し優勝を果たした。

## タイトル

### 国内タイトル
- MLSカップ：1回
  - 2022

- サポーターズ・シールド：2回
  - 2019, 2022

- USオープンカップ：1回
  - 2024

### 国際タイトル
- リーグスカップ：0回
  - なし

- CONCACAFチャンピオンズカップ：0回
  - なし

- FIFAクラブワールドカップ：0回
  - なし

## 過去の成績
| 年   | ディビジョン | ディビジョン | ディビジョン | ディビジョン | ディビジョン | ディビジョン | ディビジョン | ポジション | ポジション | プレーオフ | USオープンカップ | リーグスカップ | CCL    | 平均観客数 | 最多得点選手             | 最多得点選手 |
| 年   | 試           | 勝           | 分           | 敗           | 得           | 失           | 点           | レギュラー | 全体       | プレーオフ | USオープンカップ | リーグスカップ | CCL    | 平均観客数 | 名前                     | 得点数       |
| ---- | ------------ | ------------ | ------------ | ------------ | ------------ | ------------ | ------------ | ---------- | ---------- | ---------- | ---------------- | -------------- | ------ | ---------- | ------------------------ | ------------ |
| 2018 | 34           | 16           | 9            | 9            | 68           | 52           | 57           | 西3位      | 5位        | 1回戦敗退  | 準決勝敗退       | -              | -      | 22,042     | カルロス・ベラ           | 15           |
| 2019 | 34           | 21           | 9            | 4            | 85           | 37           | 72           | 西1位      | 1位        | C-準優勝   | 準々決勝敗退     | -              | -      | 22,251     | カルロス・ベラ           | 38           |
| 2020 | 22           | 9            | 8            | 5            | 47           | 39           | 32           | 西7位      | 12位       | 1回戦敗退  | 中止             | NH             | 準優勝 | 22,117     | ディエゴ・ロッシ         | 18           |
| 2021 | 34           | 12           | 9            | 13           | 53           | 51           | 45           | 西9位      | 19位       | DNQ        | 中止             | -              | -      | 20,204     | クリスティアン・アランゴ | 14           |
| 2022 | 34           | 21           | 9            | 4            | 66           | 38           | 67           | 西1位      | 1位        | 優勝       | 3回戦敗退        | EXH            | -      | 22,090     | クリスティアン・アランゴ | 21           |
| 2023 | 34           | 14           | 10           | 10           | 54           | 39           | 52           | 西3位      | 8位        | 準優勝     | 3回戦敗退        | ベスト8        | 準優勝 | 22,155     | デニス・ブアンガ         | 37           |
| 2024 | 34           | 19           | 8            | 7            | 63           | 43           | 64           | 西1位      | 3位        | C-ベスト4  | 優勝             | 準優勝         | -      |            | デニス・ブアンガ         | 20           |

- MLSイズ・バック・トーナメント : ベスト8

## 国際大会の成績
| シーズン | 大会                         | ラウンド   | 対戦相手                         | ホーム     | アウェー | 合計    |  |
| -------- | ---------------------------- | ---------- | -------------------------------- | ---------- | -------- | ------- |  |
| 2020     | CONCACAFチャンピオンズリーグ | ラウンド16 | クラブ・レオン                   | 2-0        | 0-3      | 3-2     |  |
| 2020     | CONCACAFチャンピオンズリーグ | 準々決勝   | クルス・アスル                   | 2-1        | N/A      | N/A     |  |
| 2020     | CONCACAFチャンピオンズリーグ | 準決勝     | クラブ・アメリカ                 | 3-1        | N/A      | N/A     |  |
| 2020     | CONCACAFチャンピオンズリーグ | 決勝       | UANL                             | 1-2        | N/A      | N/A     |  |
| 2023     | CONCACAFチャンピオンズリーグ | ラウンド16 | LDアラフエレンセ                 | 1-2        | 3-0      | 4-2     |  |
| 2023     | CONCACAFチャンピオンズリーグ | 準々決勝   | バンクーバー・ホワイトキャップス | 3-0        | 3-0      | 6-0     |  |
| 2023     | CONCACAFチャンピオンズリーグ | 準決勝     | フィラデルフィア・ユニオン       | 3-0        | 1-1      | 4-1     |  |
| 2023     | CONCACAFチャンピオンズリーグ | 決勝       | クラブ・レオン                   | 1-1        | 1-2      | 2-3     |  |
| 2025     | CONCACAFチャンピオンズカップ | 1回戦      | コロラド・ラピッズ               | 0-1        | 2-1      | 2-2 (a) |  |
| 2025     | CONCACAFチャンピオンズカップ | ラウンド16 | コロンバス・クルー               | 3-0        | 1-2      | 4-2     |  |
| 2025     | CONCACAFチャンピオンズカップ | 準々決勝   | インテル・マイアミ               | 1-0        | 1-3      | 1-4     |  |
| 2025     | FIFAクラブワールドカップ2025 | プレーイン | クラブ・アメリカ                 | 2-1 (延長) | N/A      | N/A     |  |
| 2025     | FIFAクラブワールドカップ2025 | グループD  | チェルシー                       |            | N/A      | N/A     |  |
| 2025     | FIFAクラブワールドカップ2025 | グループD  | エスペランス・チュニス           |            | N/A      | N/A     |  |
| 2025     | FIFAクラブワールドカップ2025 | グループD  | フラメンゴ                       |            | N/A      | N/A     |  |

## 現所属メンバー
2025年2月20日現在
注：選手の国籍表記はFIFAの定めた代表資格ルールに基づく。
| No. | Pos. |                | 選手名                   |
| --- | ---- | -------------- | ------------------------ |
| 1   | GK   | フランス       | ウーゴ・ロリス           |
| 4   | DF   | コロンビア     | エディー・セグラ         |
| 5   | DF   | ブラジル       | マルロン・サントス       |
| 6   | MF   | ブラジル       | イゴール・ジェズス       |
| 8   | MF   | アメリカ合衆国 | マーク・デルガド         |
| 9   | FW   | フランス       | オリヴィエ・ジルー       |
| 11  | MF   | アメリカ合衆国 | ティモシー・ティルマン   |
| 12  | DF   | カナダ         | トーマス・ハサル         |
| 14  | DF   | スペイン       | セルジ・パレンシア       |
| 15  | DF   | イタリア       | ロレンツォ・デラヴァーレ |
| 17  | FW   | アメリカ合衆国 | ジェレミー・エボビス     |
| 18  | GK   | メキシコ       | デイビッド・オチョア     |
| 20  | MF   | ガーナ         | ヨー・イェボアー         |

| No. | Pos. |                | 選手名                                     |
| --- | ---- | -------------- | ------------------------------------------ |
| 24  | DF   | アメリカ合衆国 | ライアン・ホリングスヘッド                 |
| 25  | DF   | ルクセンブルク | マクシム・シャノ                           |
| 27  | FW   | エルサルバドル | ネイサン・オルダス                         |
| 29  | DF   | ウクライナ     | アルテム・スモリャコフ                     |
| 30  | FW   | ベネズエラ     | ダビド・マルティネス                       |
| 33  | DF   | アメリカ合衆国 | アーロン・ロング                           |
| 56  | DF   | アメリカ合衆国 | ジュード・テリー                           |
| 77  | FW   | アメリカ合衆国 | エイドリアン・ウィボウォ                   |
| 80  | MF   | ノルウェー     | オーディン・チアゴ・ホルム (←セルティック) |
| 91  | DF   | アメリカ合衆国 | ンコシ・タファリ                           |
| 99  | FW   | ガボン         | デニス・ブアンガ                           |
|     | FW   | トルコ         | ジェンギズ・ウンデル (←フェネルバフチェ)   |

監督
- スティーブ・チェルンドロ

### ローン移籍
out
注：選手の国籍表記はFIFAの定めた代表資格ルールに基づく。
| No. | Pos. |                | 選手名                               |
| --- | ---- | -------------- | ------------------------------------ |
|     | FW   | スペイン       | マリオ・ゴンザレス (→レフ・ポズナン) |
| 42  | MF   | アメリカ合衆国 | ルカ・ボンビーノ (→サンディエゴFC)   |

in
注：選手の国籍表記はFIFAの定めた代表資格ルールに基づく。
| No. | Pos. |            | 選手名                                     |
| --- | ---- | ---------- | ------------------------------------------ |
| 80  | MF   | ノルウェー | オーディン・チアゴ・ホルム (←セルティック) |
|     | FW   | トルコ     | ジェンギズ・ウンデル (←フェネルバフチェ)   |

## 歴代監督
- ボブ・ブラッドリー 2018-2021
- スティーブ・チェルンドロ 2022-

## 歴代所属選手

### GK
- ルイス・ロペス・フェルナンデス 2018
- ジャマル・ブラックマン 2021
- マクシム・クレポー 2022-
- ウーゴ・ロリス 2023-

### DF
- メヘルダッド・ベイタシュール 2018-2019
- ローラン・シマン 2018
- オマル・ガーベル 2018
- ウォーカー・ジマーマン 2018-2019
- デヤン・ヤコヴィッチ 2018-2020
- ダニーロ 2018-2020
- 金紋奐 2021-2022
- フランコ・エスコバル 2022-
- ドニール・ヘンリー 2022

### MF
- ベニー・ファイルハーバー 2018
- アンドレ・オルタ 2018-2019
- リー・グエン 2018-2019
- エドゥアルド・アトゥエスタ　2018-2021
- ケリン・アコスタ 2022-
- イリエ・サンチェス・ファレス 2022-

### FW
- アダマ・ディオマンデ 2018-2020
- マルコ・ウレーニャ 2018
- カルロス・ベラ 2018-2024
- ディエゴ・ロッシ 2018-2022
- ブラッドリー・ライト＝フィリップス 2020
- クリスティアン・アランゴ 2021-
- ガレス・ベイル 2022
- オリヴィエ・ジルー 2024-